# Claude-Gaspard Bachet de Méziriac
Claude-Gaspard Bachet de Méziriac   (Bourg-en-Bresse, 9 d'octubre de 1581 (Gregorià) - Bourg-en-Bresse, 26 de febrer de 1638) va ser un humanista francès del segle xvii. Lingüista, poeta i matemàtic, és conegut, sobretot, pel seu llibre de trucs aritmètics.

## Vida
Fill de Jean Bachet, magistrat de Bourg-en-Bresse, i de Marie de Chavannes, noble local, va quedar orfe als sis anys. El seu germà gran, Guillaume, i un cunyat també més gran que ell, Antoine Favre, van ser els seus tutors. La seva educació va ser encomanada als jesuïtes, tot i que no se sap amb certesa si va estudiar a París, a Lió, a Torí o a Pàdua (el Ducat de Savoia tenia la seva capital a Torí en aquella època). Les seves relacions amb la Companyia de Jesús van ser sempre excel·lents, fins al punt de confiar la custòdia dels seus títols de propietat al col·legi jesuïta de Lió en el darrer any de la seva vida. En dates incertes va viure a Roma i a París, probablement al mateix temps que el seu gran amic Claude Favre de Vaugelas, fill del seu tutor, Antoine Favre. Mentre estaven a Roma, tots dos van escriure poemes en llengua italiana.
Després d'aquests viatges juvenils, Bachet va viure plàcidament a Bourg-en-Bresse o a una casa de camp que tenia a Jasseron. Cal suposar que disposava d'una bona biblioteca i de les notes preses en els seus viatges, ja que en les seves obres cita nombrosos autors italians, francesos, llatins i grecs. La seva salut, però, no era bona: la gota i el reumatisme l'amargaven i se'n plany en alguns dels seus escrits.
El 1621 es casà amb Filiberta de Chaveu amb qui va tenir set fills.
El 1634, en fundar-se l'Academie Française, va ser un dels primers escriptors escollits per a formar-ne part. La seva malaltia el va impedir d'assistir a les sessions i el seu discurs d'acceptació, titulat De la traduction, va ser llegit pel seu amic Vaugelas.

## Obra
L'obra més difosa i coneguda de Bachet són els seus Problèmes plaisants et délectables qui se font par des nombres (Lyon, 1612), que és, al mateix temps, el seu primer llibre publicat. Es tracta d'una col·lecció de problemes aritmètics curiosos i/o enginyosos i és la primera obra d'aquestes característiques que es va portar a la impremta, ja que anteriorment momés existien una Antologia grega i unes col·leccions manuscrites de problemes d'Alcuí de York i de Luca Pacioli
El llibre és força entretingut, fet pel qual es va estar editant fins al segle XIX (al darrere edició és del 1905), incloent tota una sèrie de problemes enigmàtics relacionats amb els nombres, com quadrats màgics, múltiples i residus, jocs de cartes, distribucions de quantitats, etc.

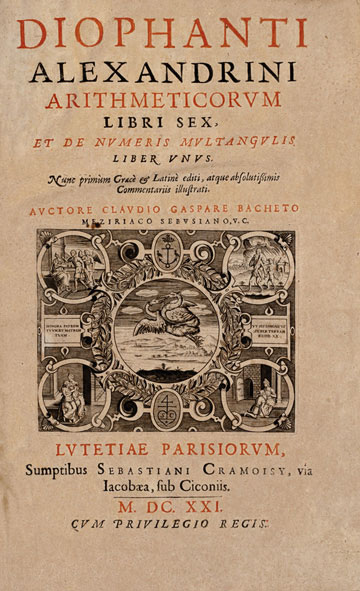
Portada de la primera edició de l'Aritmètica de Diofant de 1621.

L'altra obra important de Bachet és la traducció de l'Aritmètica de Diofant. Bachet es va valdre de manuscrits vaticans i del manuscrit fet servir per Xylander en una traducció anterior. Cada pàgina està dividida en dues columnes: a l'esquerra la traducció llatina, a la dreta el text grec original; els comentaris propis ocupen tota la pàgina. En un d'aquestes, estableix la coneguda conjectura de Bachet: tot nombre natural es pot expressar com la suma de quatre quadrats. La conjectura fou demostrada per Lagrange el 1770. Va ser en un exemplar d'aquest llibre, en el qual Fermat va escriure en un marge el darrer teorema de Fermat.
A part de les obres matemàtiques, també va publicar llibres de poemes i de literatura en francès, italià i llatí. Entre 1614 i 1628 va publicar diverses obres en vers: traduccions de psalms, versos en llatí o italià (tan sagrats com profans), poemes diversos en francès o la traducció de les Heroides d'Ovidi. En prosa va publicar uns comentaris sobre Plutarc, una vida d'Isop i diverses obres didàctiques i pietoses.